# Vecinos por Moralzarzal Participa!
Vecinos por Moralzarzal Participa! (VMP!) es un partido político de Moralzarzal, Madrid (España), fundado en 2014. Tiene carácter local, circunscrito al término municipal de Moralzarzal.

## Historia
Vecinos por Moralzarzal Participa! nace como evolución natural de la asociación vecinal Moralzarzal Participa e inspirado por otros movimiento ciudadanos como Vecinos por Torrelodones. Desde su origen, la asociación realizó muchas propuestas, denuncias y presentó ideas con el objetivo de mejorar Moralzarzal. Ante la pasividad de las autoridades locales, que ignoraron todas estas iniciativas, se decide dar un paso más y presentar un proyecto propio en las elecciones municipales por Moralzarzal. 
En un primer momento, y dada la mala imagen que se habían granjeado los partidos políticos, se planteó la posibilidad de acudir a las elecciones municipales como agrupación de electores, pero se descartó esa opción por las restricciones en plazos de constitución y vida de estas agrupaciones. Se optó entonces por la constitución como partido político.

### Elecciones municipales de 2015
En las elecciones municipales celebradas el 24 de mayo de 2015 se obtuvieron los siguientes resultados: